# Список об'єктів Світової спадщини ЮНЕСКО в Узбекистані
У списку об'єктів Світової спадщини ЮНЕСКО в Узбекистані станом на 2015 рік налічується 4 культурні об'єкти. 

## Список
У таблиці подано перелік об'єктів Світової спадщини ЮНЕСКО в Узбекистані в порядку їх включення до списку.
| № | Зображення | Назва                            | Місцеположення          | Тип        | Час створення    | Час внесення до списку | №                                                | Критерії   |
| - | ---------- | -------------------------------- | ----------------------- | ---------- | ---------------- | ---------------------- | ------------------------------------------------ | ---------- |
| 1 |            | Ічан-Кала                        | Хорезмська область      | Культурний | XIV століття     | 1990                   | 543 [Архівовано 5 липня 2017 у Wayback Machine.] | iii, iv, v |
| 2 |            | Історичний центр міста Бухари    | Бухарська область       | Культурний | X—XVII століття  | 1993                   | 602 [Архівовано 5 липня 2017 у Wayback Machine.] | ii, iv, vi |
| 3 |            | Історичний центр міста Шахрисабз | Кашкадар'їнська область | Культурний | XIV—XVI століття | 2000                   | 885 [Архівовано 5 липня 2017 у Wayback Machine.] | iii, iv    |
| 4 |            | Самарканд — перехрестя культур   | Самаркандський вілоят   | Культурний | XIV—XV століття  | 2001                   | 603 [Архівовано 5 липня 2017 у Wayback Machine.] | i, ii, iv  |